# Sawad
Sawad (àrab: سواد, Sawād) fou el nom donat a l'Iraq en els primers temps de l'islam. Iraq deriva del persa Erag, ‘País del sud’ mentre que sawad és un mot àrab i vol dir ‘País negre’ pel contrast de les seves terres amb els deserts àrabs. El nom fou donat pels historiadors principalment a la província sassànida de Suristan, però Iraq es va acabar imposant.
També es donava el nom de sawad a les zones cultivades a l'interior d'una regió. En aquest sentit, davant d'un nom de ciutat la paraula sawad designava la plana regada i cultivada de manera regular; per exemple «el sawad de Bàssora».
Sawad fou també el nom d'un llarg vestit negre que es portava a la cort dels abbàssides dels quals el color oficial era el negre.